# U (eenheid)

Verhoudingen tussen verschillende U-eenheden.

Een U (Engels: 'unit' = eenheid) is een standaard voor de hoogte van elementen in een rack (rek, kast) of patchkast waarin werkende elektronische apparaten geplaatst worden, vaak vastgezet met schroeven of kliksystemen. Tot de apparaten die voor deze standaard gebouwd worden, behoren meet- en regelapparatuur en audio-, video- en computerapparatuur. Door de standaardisering kan een grote hoeveelheid apparatuur in een beperkte ruimte ondergebracht worden en is vooraf de ruimtebehoefte te schatten.
Apparaten voor deze standaard krijgen vaak de aanduiding 1U en bij hogere apparaten 2U, 3U, enzovoorts. In het Nederlands is ook de aanduiding HE, hoogte-eenheid, gangbaar. In SI-eenheden is 1U = 44,45 mm, maar de maat wordt gewoonlijk aangeduid in inches: 1,75" (7/4"). Dit is door de Electronic Industries Alliance vastgelegd in de standaard EIA/ECA-310, kortweg EIA-310. Deze standaard bestaat sinds 1965 en geeft onder andere ook voorschriften voor lengte en breedte en de plaats van bevestigingsgaten. Versiegeschiedenis, met jaartallen:
- EIA-310 — 1965
- EIA-310-A — 1970
- EIA-310-B — 1972
- EIA-310-C — 1982
- EIA-310-D — 1992
- EIA-310-E — vanaf 2005

## Praktijk
In een patchkast van 42U (42 HE, ca. 187 cm) kunnen in theorie maximaal 42 apparaten van 1U hoogte tegelijk worden gemonteerd. Apparaten die meer ruimte innemen, zijn meestal een veelvoud van U hoog, bijvoorbeeld 2U of 3U (3,5" en 5,25"). 1U apparaten worden ook wel "pizzadozen" genoemd, omdat ze ongeveer dezelfde hoogte hebben als dozen voor afhaalpizza's.

## CubeSats
Het symbool U wordt ook gebruikt als grootte-eenheid voor CubeSats (kleine satellieten); deze eenheid is 10 cm × 10 cm × 10 cm.